# Liberian Suite
Liberian Suite è un album discografico del musicista e compositore jazz Duke Ellington, inciso per l'etichetta discografica Columbia Records nel 1947.

## Descrizione
L'album è uno delle prime registrazioni di Ellingon per la Columbia. La suite rappresenta una della prime composizioni estese di Ellington e venne commissionata dal governo africano per il centenario della fondazione della nazione liberiana. Liberian Suite è stata pubblicata su CD come bonus track dell'album Ellington Uptown nel 2004.

## Tracce
- Tutt i brani sono opera di Duke Ellington

1. The Liberian Suite: I Like the Sunrise – 4:28
2. The Liberian Suite: Dance No. 1 – 4:50
3. The Liberian Suite: Dance No. 2 – 3:26
4. The Liberian Suite: Dance No. 3 – 3:45
5. The Liberian Suite: Dance No. 4 – 3:04
6. The Liberian Suite: Dance No. 5 – 5:08

## Formazione
- Duke Ellington: pianoforte
- Shorty Baker, Shelton Hemphill, Al Killian, Francis Williams: tromba
- Ray Nance: tromba, violino
- Lawrence Brown, Tyree Glenn: trombone
- Claude Jones: trombone a pistoni
- Jimmy Hamilton: clarinetto, sax tenore
- Russell Procope: sax contralto, clarinetto
- Johnny Hodges: sax contralto
- Al Sears: sax tenore
- Harry Carney: sax baritono
- Fred Guy: chitarra
- Oscar Pettiford, Junior Raglin: contrabbasso
- Sonny Greer: batteria
- Al Hibbler: voce (traccia 1)